# Wilhelm Pfannkuch (Politiker)

Wilhelm Pfannkuch (vor 1920)

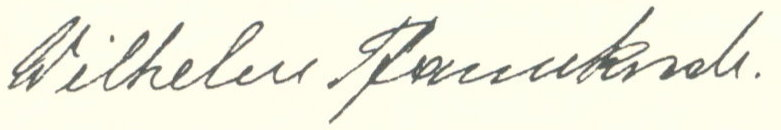
Unterschrift Wilhelm Pfannkuchs im „Goldenen Buch“ zum 70. Geburtstag August Bebels (1910)

Wilhelm Pfannkuch (* 28. November 1841 in Kassel; † 14. September 1923 in Berlin) war ein deutscher Politiker (SPD) und Gewerkschafter. Er ist Gründer des SPD-Bezirk Hessen-Nord. Mehrere Jahrzehnte war er Mitglied des Vorstands der SPD. Auch war er über viele Legislaturperioden hinweg als Abgeordneter Mitglied des Reichstags, sowie der Berliner Stadtverordnetenversammlung, bei welcher er bei der 1. Sitzung als ihr Vorsitzender agierte. 1919 wurde er in die Weimarer Nationalversammlung gewählt und war ihr Alterspräsident. Am 14. September 1923 verstarb Wilhelm Pfannkuch im Alter von 81 Jahren. Noch heute verweist sein Grabstein in der „Gedenkstätte der Sozialisten“ auf dem Zentralfriedhof Berlin-Friedrichsfelde auf sein politisches Lebenswerk.

## Leben

### Frühe Jahre
Pfannkuch wurde als Sohn eines Arbeiters geboren und besuchte die Bürgerschule in Kassel. Er machte dort auch eine Tischlerlehre und ging anschließend auf eine mehrjährige Gesellenwanderung. In dieser Zeit wurde er 1862 Mitglied im Berliner Arbeiterverein. In Berlin begegnete er auch Ferdinand Lassalle und trat von diesem beeindruckt 1863 dem ADAV bei. Ab 1865 war er als redebegabter Agitator für die Partei in Nordhessen unterwegs. Pfannkuch wurde 1866 oder 1867 Gründer der ADAV-Gemeinde in Kassel. Diese setzte sich vor allem aus Zigarrenarbeitern und Beschäftigten der Henschel-Werke zusammen und hatte bereits nach kurzer Zeit 260 Mitglieder. In der Folge entstanden weitere Ortsgruppen, die sich unter Beteiligung von Pfannkuch zu einer regionalen Organisation zusammenschlossen.
1868 wurde er Mitbegründer des Allgemeinen Deutschen Arbeiterschaftsverbandes, der Dachorganisation der dem ADAV nahestehenden Gewerkschaften. Außerdem war er an der Gründung einer Reihe von Einzelgewerkschaften beteiligt.

### Delegierter und Gründer
Pfannkuch reiste 1869 als Delegierter nach Eisenach zum Gründungsparteitag der SDAP von August Bebel und Wilhelm Liebknecht. Im Gegensatz zu anderen Anhängern des ADAV schloss sich Pfannkuch der neuen Organisation nicht an, da er sich mit seinen betont reformerischen Positionen nicht durchsetzen konnte.
Nach seiner Heirat im Jahr 1871 trat er als Grubenmeister in den Dienst der Königlichen Eisenbahnwerkstätten in Kassel. Damit er diese Stelle nicht verlor, musste er seine politischen und gewerkschaftlichen Aktivitäten vorübergehend einstellen. Allerdings war er bereits 1875 Teilnehmer des Vereinigungsparteitages von ADAV und SDAP zur SAP (der unmittelbaren Vorläuferorganisation der SPD). Wohl wegen seiner erneuten politischen Betätigung verlor er seine Stellung bei der Eisenbahn wieder. Das war unter den damaligen sozialen Verhältnissen ein existentieller Einschnitt im Leben seiner achtköpfigen Familie und brachte ihn und seine Angehörigen an den Rand physischer Vernichtung.
1877 wurde er Gründer, erster Redakteur und Leiter des sozialdemokratischen Blattes „Casseler Volksblatt“, das für die nordhessische Arbeiterbewegung seit 1877, mit Unterbrechung während der Verbotszeit zwischen 1878 und 1890 im Zusammenhang mit dem Sozialistengesetz, den Charakter eines Zentralorgans der SPD für Nordhessen annahm.

### Mitglied in Reichstag, Berliner Stadtverordnetenversammlung, SPD-Vorstand
Danach arbeitete Pfannkuch bis 1887 als Kleinhändler und dann als Tischler in Kassel. Im Jahr 1884, auf dem Höhepunkt des Sozialistengesetzes, kandidierte er im Wahlkreis Cassel/Melsungen für den Reichstag. Er verbuchte dabei einen großen Erfolg. Mit dem zweitbesten Stimmergebnis (28 %) aller Kandidaten kam er in die Stichwahl, bei der er mit 7782 Stimmen lediglich 94 Stimmen weniger erhielt als sein konservativer Gegenkandidat. Trotz seiner knappen Niederlage wurde er dennoch Mitglied des Reichstags, da der Mitbegründer des „Vorwärts“, Wilhelm Hasenclever in zwei Wahlkreisen kandidiert hatte und beide gewann. Für Berlin VI verzichtete er und ermöglichte es so Wilhelm Pfannkuch in den Reichstag einzuziehen.
Von 1889 bis 1892 war er Redakteur für die Verbandszeitungen verschiedener Gewerkschaften mit Sitz in Kassel und anschließend kurzzeitig Redakteur der Neuen Tischlerzeitung mit Sitz in Hamburg. Bereits 1890 wurde Pfannkuch Mitbegründer des gewerkschaftlichen Dachverbandes Generalkommission der Gewerkschaften Deutschlands und 1893 des freigewerkschaftlichen Holzarbeiterverbandes.
Von Januar 1893 bis zu seinem Tod arbeitete Pfannkuch als besoldetes Vorstandsmitglied im zentralen SPD-Parteivorstand in Berlin. Dort war er über Jahre als Schatzmeister der Partei tätig. So wurde er zu einem der wichtigsten Weggefährten August Bebels im Parteivorstand, aber auch in der Reichstagsfraktion. Außerdem war er in Berlin zwischen 1900 und 1923 auch Stadtverordneter. Zur ersten Sitzung der Stadtverordnetenversammlung am 15. Juli 1920 war er ihr Vorsitzender. Auch war er seit 1898 wieder Reichstagsabgeordneter, diesmal für den Wahlkreis Magdeburg. Diesen hielt er, obwohl er seit der Jahrhundertwende in Berlin wohnte, bis 1907. Von 1912 bis 1918 war er erneut Mitglied des Reichstages.
Die Mandatsausübung in der Reichshauptstadt Berlin veränderte sein Leben grundlegend. Er wurde zum Reisenden in Sachen Politik und „missionierte“ erfolgreich die Region, was zu einigen Ortsvereinsgründungen in den 80er Jahren (Untergrunddasein, z. B. Witzenhausen 1884, Eschwege 1885) und zu vielen weiteren Gründungen in den 1890er Jahren führte.
Bei der Reichstagswahl 1887 kandidierte er im Wahlkreis Eschwege/Witzenhausen/Schmalkalden. Er erreichte jedoch nur 10,7 % der Stimmen. Jedoch konnte er in einzelnen Gemeinden mit einem hohen Anteil von Zigarrenmachern Ergebnisse von über 40 Prozent erzielen.
Von 1898 bis 1907 war er Vorstandsmitglied der sozialdemokratischen Fraktion. Während der Novemberrevolution unterstützte Pfannkuch den Kurs von Friedrich Ebert und Philipp Scheidemann. Auch war Pfannkuch zwischenzeitlich im Rat der Volksbeauftragten tätig, dessen erste und bedeutsamsten Beschlüsse die Einführung des 8-Stunden-Tages, die gesetzliche Verankerung des Frauenwahlrechts und die Grundsatzentscheidung für eine parlamentarische Demokratie waren.

### Letzte Jahre
1919 wurde er in die Weimarer Nationalversammlung gewählt und war ihr Alterspräsident. In den folgenden Jahren setzte er sich für die Wiedervereinigung von USPD und MSPD ein, und konnte 1922 diesen Akt auf dem Nürnberger Parteitag noch mitvollziehen.
Am 14. September 1923 verstarb Wilhelm Pfannkuch im Alter von 81 Jahren und wurde auf dem Zentralfriedhof Friedrichsfelde in Berlin-Lichtenberg beigesetzt. Seine Grabstätte wurde 1950 in die damals von der DDR-Führung neu errichtete Gedenkstätte der Sozialisten integriert, wo sein Grabstein noch heute auf sein politisches Lebenswerk verweist.

## Familie
Wilhelm Pfannkuch war mit Margarete Pfannkuch, geb. Kimmel (* 18. September 1850; † 20. März 1927) verheiratet, mit der er mehrere Kinder gehabt hat. Sie wurde ebenfalls in der „Gedenkstätte der Sozialisten“ beerdigt.

## Reden und Parolen
Eine berühmte Parole Pfannkuchs lautete:

„Nieder mit dem Kartell. Geht hin und wählet alle einen Sozialdemokraten, denn die Kartellbrüder haben an allem schuld, am teuren Brot, am teuren Schnaps, an der Militärlast usw.“

Rede zur Entstehung von Groß-Berlin am 15. Juli 1920 als Vorsitzender der Stadtverordnetenversammlung:

„Endlich ist es erreicht: der sehnlichste Wunsch der übergroßen Mehrheit der Bevölkerung des Wirtschaftsgebietes von Groß-Berlin ist in Erfüllung gegangen, die Einheitsgemeinde ist Tatsache geworden! Mit der Hinwegfegung des Wilhelminischen Regiments war die Bahn frei geworden. Der Popanz der Berliner Präfektur ist verscheucht. Das freieste Wahlrecht bildet das feste Fundament, auf dem das Selbstverwaltungsrecht der Einheitsgemeinde beruht. Der Widerstreit der Interessen der einzelnen Glieder der Einheitsgemeinde wird nicht so über Nacht erlöschen. Aber für den Ausgleich der hier und da sich geltend machen wollenden Sonderinteressen wird das freie Wahlrecht das heilsame Korrektiv bilden; unter dem Einfluss desselben wird es dennoch Widerstrebenden klar werden, dass alles Trennende fortgeräumt und das Verbindende und Ausgleichende gefördert werden muss. Dieser Arbeit zu dienen ist die Organisation der Einheitsgemeinde zugeschnitten.“

Er präsidierte als Alterspräsident der Deutschen Nationalversammlung in Weimar; Pfannkuchs Rede vom 6. Februar 1919:

„Ich bekenne, die Übernahme der Würde des Alterspräsidenten an meinem Lebensabend bereitet mir eine große Freude und Genugtuung. Den freien deutschen Volksstaat, das Ideal, dem ich seit meiner frühesten Jugend mit aller Kraft und Hingabe gedient habe, sehe ich der Verwirklichung entgegenreifen. Sie wollen deshalb in mir Altem nur den Vertreter des ewigjungen Gedankens der Volksfreiheit sehen, welcher durch diese Versammlung in Deutschland endlich zur Tatsache werden soll.
Meine Damen und Herren! Wir stehen an einer Schicksalswende des deutschen Volkes. Die alten Gewalten, die in Deutschland vor dem Kriege regierten, stützten sich nicht auf den ausgesprochenen Willen der Volksmehrheit, sondern erhoben Anspruch, zu regieren aus eigenem Recht durch eine besondere göttliche Berufung. Jetzt ist das deutsche Volk sein eigener Herr, seine eigene oberste Gewalt geworden. Jetzt muss es die große Prüfung bestehen, ob es reif ist, in Freiheit zu leben, ober ob es wiederum unter die brutale Gewaltherrschaft einer Minderheit geraten soll… Deutschland soll wieder groß werden in der Welt, nicht durch die gewalttätigen Unternehmungen der Kriege, sondern durch die befreite Gewalt des Friedens.“

## Weggefährten über Pfannkuch
Ferdinand Lassalle:

„Wenn unter Ihnen, meine Herren, die Sie mir heute zuhören, nur zwei oder drei wären, in welchen es mir geglückt wäre, die Glut dieses Gedankens zu entzünden, in jener Vertiefung, die ich meine und Ihnen geschildert habe, so würde ich das bereits für einen großen Gewinn und mich für meinen Vortrag reich belohnt betrachten.“

Philipp Scheidemann:

„In dieser Zeit finsterer Reaktion verschlangen wir vornehmlich Reden und Schriften Lassalles – was hätten wir außer dem von Zürich und später aus London eingeschmuggelten „Sozialdemocrat“ auch sonst anderes gehabt? Aber ich gestehe es gern: mehr als diese Lektüre fesselten uns die eindringlichen Lehren des Praktikers Pfannkuch, dieses vielleicht letzten lebenden Sozialdemokraten, der noch an Lassalles Versammlungen in Berlin teilgenommen hat.“

Heinrich Oppermann:

„Da kam Pfannkuch, der Schreinergeselle aus der Eisenbahnerwerkstatt, und setzte die Casseler Bürgerschaft in unerhörtes Staunen. Dieser Prolet, Vertreter einer ganz neuen politischen und sozialen Weltanschauung, ausgerüstet mit dem Rüstzeug akademisch gebildeter Kapazitäten, besaß eine glänzende Redegabe und handhabte historische, philosophische und ökonomische Argumente so beweiskräftig, dass er die bürgerlichen Herrschaften, die sich mit ihm einließen, spielend schlug. So wurde Pfannkuch nach solchen Waffengängen förmlich als Triumphator von der Menge gefeiert. Besonders seine mit höchster Klarheit und Anschaulichkeit dargestellte Lehre von einer immer wirkenden Evolution, die durch alle Zeiten, durch alle Länder Leben und Schicksale der Menschheit verändert hat und mit Naturnotwendigkeit in aufsteigender Tendenz bis zur selbstherrschenden Volkssouveränität unter Lösung aller Klassengegensätze führen werde, wirkte als prophetische Verkündigung.“

## Ehrungen
- Das Wilhelm-Pfannkuch-Haus in Kassel, Sitz des SPD-Bezirk Hessen-Nord, wurde nach ihm benannt.
- Ehrentafel am Eingang des Wilhelm-Pfannkuch-Hauses
- Ehrenschriften der SPD

- Grabstein als Ehrung seiner politischen Verdienste in der „Gedenkstätte der Sozialisten“ auf dem Zentralfriedhof Berlin-Friedrichsfelde.
- Pfannkuchstraße in Kassel[4]